# Sheku Kanneh-Mason
Sheku Kanneh-Mason MBE (* 1999 in Nottingham) ist ein britischer Cellist.

## Leben und Wirken
Sheku Kanneh-Mason wurde in eine musikalische Familie hineingeboren als drittes von sieben Kindern des Hotel-Managers Stuart Mason und Kadiatu Kanneh, einer ehemaligen Lehrbeauftragten an der University of Birmingham. Sein Vater stammt aus Antigua, seine Mutter aus Sierra Leone. Sheku absolvierte die Trinity School in Nottingham.
Im Alter von sechs Jahren begann er, Cello zu spielen. Mit neun Jahren erhielt er ein Stipendium für die Junior Academy der Royal Academy of Music in London, wo er von Ben Davies unterrichtet wurde. An der Royal Academy nahm er später sein reguläres Studium bei der Cellistin Hannah Roberts auf. Zudem absolvierte er Meisterkurse bei unter anderem Alexander Baillie, Frans Helmerson, Ralph Kirshbaum, Miklos Perenyi, Raphael Wallfisch und Julian Lloyd Webber.
2016 gewann er den Wettbewerb BBC Young Musician of the Year sowie den Royal Philharmonic Society Young Instrumentalist Duet Prize und erhielt im selben Jahr einen Vertrag bei Decca Records. Im Oktober 2018 wurde er mit dem Opus Klassik als Nachwuchskünstler des Jahres (Cello) ausgezeichnet.
Kanneh-Mason konzertierte bisher international mit Orchestern wie unter anderem dem London Philharmonic Orchestra (unter Simon Rattle), dem BBC Symphony Orchestra, dem BBC Scottish Symphony Orchestra, dem Philharmonia Orchestra, dem City of Birmingham Symphony Orchestra, dem Seattle Symphony, dem Baltimore Symphony Orchestra, dem Atlanta Symphony Orchestra, dem Toronto Symphony Orchestra, dem Orchestre Philharmonique de Radio France, dem Kungliga Filharmoniska Orkestern, dem Hr-Sinfonieorchester, dem DSO Berlin (unter Stéphane Denève), dem Niederländischen Kammerorchester (NKO) und dem Philharmonieorchester Japan.
Dabei trat er – auch kammermusikalisch – in bedeutenden Konzertsälen auf, zum Beispiel in der Wigmore Hall, der Carnegie Hall, der Barbican Hall, im Concertgebouw Amsterdam, der Berliner Philharmonie, der Elbphilharmonie, dem Wiener Musikverein, der Tonhalle Zürich, dem Auditorio Nacional Madrid, im Théâtre des Champs Elysées sowie bei den Proms in der Royal Albert Hall und bei Festivals wie dem Lucerne Festival, dem Verbier Festival und dem Rheingau Musik Festival.
Mit seiner Schwester Isata (Klavier) und seinem Bruder Braimah (Violine) bildet er das Kanneh-Mason Trio.
Einem breiten Publikum wurde er darüber hinaus bekannt, als er am 19. Mai 2018 bei der weltweit in den Medien übertragenen Hochzeit von Prinz Harry und Meghan Markle in Windsor Castle spielte.

## Ehrungen
- 2020: Member of the Order of the British Empire[14]

## Diskografie
- Inspiration. Werke von u. a. Saint-Saëns, Casals, Schostakowitsch. Mit dem City of Birmingham Symphony Orchestra, Dirigentin: Mirga Gražinytė-Tyla (Decca; 2018)
- Elgar. Werke von u. a. Elgar, Bloch, Fauré. Mit dem London Philharmonic Orchestra, Dirigent: Sir Simon Rattle (Decca; 2020)
- Muse. Werke von Rachmaninow und Barber. Mit Isata Kanneh-Mason, Klavier (Decca; 2021)
- Song. Werke von u. a. Bach, Beethoven, Massenet, Villa-Lobos, Strawinski, Messiaen, Mendelssohn. Mit Harry Baker, Isata Kanneh-Mason, James Baillieu, Pumeza Matshikiza, Zak Abel (Decca; 2022)